# Giacomo Antonelli
Giacomo Antonelli, italijanski diakon in kardinal, * 2. april 1806, Sonnino, † 6. november 1876.

## Življenjepis
Leta 1840 je prejel diakonsko posvečenje.
11. junija 1847 je bil povzdignjen v kardinala in imenovan za kardinal-diakona S. Agata de' Goti; 13. marca 1868 je bil postavljen še za kardinal-diakona S. Maria in Via Lata.
Umrl je 6. novembra 1876.